# Zenon Pigoń
Zenon Pigoń (ur. 29 czerwca 1940 w Radziwiłłowie, zm. 13 stycznia 2023 w Bytomiu) – polski polityk, nauczyciel i związkowiec, działacz opozycji demokratycznej w okresie PRL, poseł na Sejm X kadencji (1989–1991).

## Życiorys
Syn Józefa i Wiktorii. Ukończył Studium Nauczycielskie w Częstochowie w 1961, następnie w 1974 studia na Wydziale Filologii Polskiej Uniwersytetu Śląskiego. Od 1962 pracował jako nauczyciel w zasadniczych szkołach górniczych, od 1968 do 1970 był szkoleniowcem w Zakładach Remontowo-Montażowych Przemysłu Metali Nieżelaznych „Montomet” w Piekarach Śląskich.
W latach 1976–1980 był członkiem Polskiej Zjednoczonej Partii Robotniczej. W 1980 wstąpił do Niezależnego Samorządnego Związku Zawodowego „Solidarność”, do 1981 kierował komisją okręgową Pracowników Oświaty i Wychowania Ziemi Bytomskiej NSZZ „S”. Po wprowadzeniu stanu wojennego 22 grudnia 1981 został tymczasowo aresztowany, następnie w lutym 1982 skazany na karę 2 lat pozbawienia wolności z warunkowym zawieszeniem jej wykonania. Do 1983 redagował założony przez siebie podziemny „Głos Śląsko-Dąbrowski”, po zatrzymaniu go z nakładem tego pisma zaprzestał działalności opozycyjnej i do 1989 prowadził własną działalność gospodarczą.
W latach 1989–1991 sprawował mandat posła na Sejm X kadencji z ramienia Komitetu Obywatelskiego, wybranego w okręgu bytomskim. Działał krótko w Porozumieniu Centrum, następnie był członkiem Partii Chrześcijańskich Demokratów i Porozumienia Polskich Chrześcijańskich Demokratów, w którym pełnił funkcję przewodniczącego krajowej komisji rewizyjnej.
Od 1992 pracował w urzędzie miasta w Tarnowskich Górach jako pełnomocnik burmistrza, naczelnik wydziału edukacji oraz naczelnik wydziału kultury i sportu. W 2003 przeszedł na emeryturę. Został pochowany na cmentarzu w Rojcy.

## Odznaczenia
Odznaczony Krzyżem Kawalerskim (2007) i Oficerskim (2020) Orderu Odrodzenia Polski. W 2015 otrzymał Krzyż Wolności i Solidarności.